# Rosen (film fra 1930)
|  | Denne artikel er oprettet af botten Steenthbot ud fra en ekstern database. Den kan derfor have sproglige fejl eller mangler. Denne skabelon kan fjernes efter kontrol af indholdet. |

 For alternative betydninger, se Rosen. (Se også artikler, som begynder med Rosen)
Rosen er en dansk kortfilm fra 1930 instrueret af George Schnéevoigt og efter manuskript af Fleming Lynge.

## Medvirkende
- Eli Lehmann
- Erik Bertner
- Willy Bille
- Svend Bille